# テトラフルオロホウ酸1-エチル-3-メチルイミダゾリウム
テトラフルオロホウ酸1-エチル-3-メチルイミダゾリウム（英: 1-Ethyl-3-methylimidazolium tetrafluoroborate、EMIM BF4）は、融点が100 °C未満のイオン液体である。
テトラフルオロホウ酸1-エチル-3-メチルイミダゾリウムは、水および空気に対して安定な最初のイオン液体の一つに属する。

## 特性
テトラフルオロホウ酸1-エチル-3-メチルイミダゾリウムは、融点が15 °Cであるため、室温イオン液体である。また、極性かつ疎水性の液体として、多くのイオン液体と同様に、合成において溶媒として使用される。

## 調製
テトラフルオロホウ酸1-エチル-3-メチルイミダゾリウムは、ヨウ化1-エチル-3-メチルイミダゾリウムとテトラフルオロホウ酸塩を出発物質とするアニオン複分解反応によって調製できる。

## 用途
テトラフルオロホウ酸1-エチル-3-メチルイミダゾリウムは、酸化マグネシウムナノ粒子の合成に使用できる。また、スズおよびアンチモンは、テトラフルオロホウ酸1-エチル-3-メチルイミダゾリウムから電気化学的に析出させることができる。さらに、ヨウ化1-エチル-3-メチルイミダゾリウムと組み合わせて電気二重層コンデンサにおける電解質として使用することができる。